# Olympische Sommerspiele 1972/Teilnehmer (Sudan)
| Gelbes Symbol für Goldmedaillen mit stilisierten Olympischen Ringen | Graues Symbol für Silbermedaillen mit stilisierten Olympischen Ringen | Braundes Symbol für Bronzemedaillen mit stilisierten Olympischen Ringen |
| ------------------------------------------------------------------- | --------------------------------------------------------------------- | ----------------------------------------------------------------------- |
| —                                                                   | —                                                                     | —                                                                       |

Der Sudan nahm an den Olympischen Sommerspielen 1972 im deutschen München mit einer Delegation von 26 männlichen Sportlern an 15 Wettbewerben in vier Sportarten teil. Es war die dritte Teilnahme des Sudans an Olympischen Sommerspielen. Jüngster Athlet war mit 23 Jahren und 319 Tagen der Leichtathlet Shag Musa Medani, ältester Athlet der Fußballspieler Nasr El-Din Abbas (28 Jahre und 15 Tage).

## Teilnehmer nach Sportarten

### Boxen
- Mohamed Abakkar
  - Fliegengewicht

Rang 32
Runde eins: Niederlage nach Punkten gegen Neil McLaughlin aus Irland (0:5 Runden, 278:299 Punkte – 56:60, 55:60, 56:60, 56:60, 55:59)

- Abdel Wahab Abdullah Salih
  - Mittelgewicht

Rang 17
Runde eins: Punktniederlage gegen Hans-Joachim Brauske aus der Bundesrepublik Deutschland (2:3 Runden, 292:294 Punkte – 58:60, 58:60, 59:58, wenn 57:60, 60:56)

- Kasamiro Kashri Marchlo
  - Leichtgewicht

Rang 17
Runde eins: Freilos
Runde zwei: Punktniederlage gegen Jan Szczepański aus Polen (0:5 Runden, 282:300 Punkte – 58:60, 56:60, 56:60, 56:60, 56:60)

- Timsah Okalo Mulwal
  - Halbweltergewicht

Rang 17
Runde eins: Punktniederlage gegen Emilio Villa aus Kolumbien (0:5 Runden, 280:300 - 57:60, 56:60, 56:60, 56:60, 55:60)

- Mirgaani Gomaa Rizgalla
  - Weltergewicht

Rang 17
Runde eins: Freilos
Runde zwei: Niederlage durch technischen KO in der dritten Runde gegen Wayne Devlin aus Australien

### Fußball
- Ergebnisse
Gruppenphase: Gruppe zwei, null Punkte, 1:5 Tore, Rang vier, nicht für das Halbfinale qualifiziert
0:1-Niederlage gegen Mexiko
1:2-Niederlage gegen die Sowjetunion
Torschütze: Nasr El-Din "Gaksa" Abas
0:2-Niederlage gegen Birma
Rang 13
- Kader
Adam Mohamed Izz El-Din
Ahmed Bushara Wahba
Ahmed Abdo Mustafa
Ahmed Mohamed El-Bashir
Ahmed Mohamed Sharaf El-Din
El-Mannan Mohsin Atta
Nasr El-Din Abas
Hassan Nagm El-Din
Mohamed El-Sir Abdalla
Mohamed Abdel Fatah
Omer Ali Hasab El-Rasoul
Salim Mahmoud Sayed
Sanad Bushara Abdel-Nadif
Suliman Gafar Mohamed

### Gewichtheben
- Samson Sabit Wanni
  - Bantamgewicht

Finale: 292,5 kg, Rang 20
Militärpresse: 107,5 kg, Rang 14
Reißen: 75 kg, Rang 22
Stoßen: 110,0 kg, Rang 21

### Leichtathletik
110 m Hürden
- Moreldin Mohamed Hamdi
Vorläufe: in Lauf 4 (Rang 7) mit 15,8 s nicht für das Halbfinale qualifiziert

200 m
- Ibrahim Saad Abdel Galil
Vorläufe: in Lauf 7 (Rang 6) mit 22,41 s nicht für das Viertelfinale qualifiziert

400 m
- Angelo Hussein
Vorläufe: in Lauf 5 (Rang 3) mit 47,01 s für das Viertelfinale qualifiziert
Viertelfinale: in Lauf Lauf 3 (Rang 8) mit 47,33 s nicht für das Halbfinale qualifiziert

800 m
- Angelo Hussein
Vorläufe: in Lauf 5 (Rang 3) mit 1:48,3 min für das Halbfinale qualifiziert
Halbfinale: in Lauf Lauf 2 (Rang 8) mit 1:51,1 min nicht für das Finale qualifiziert

1500 m
- Dafallah Sultan Farah
Vorläufe: in Lauf 1 (Rang 10) mit 4:01,9 min nicht für das Halbfinale qualifiziert

10.000 m
- Shag Musa Medani
Vorläufe: in Lauf 3 (Rang 13) mit 29:32,8 m nicht für das Finale qualifiziert

4 × 400 m Staffel
- Ibrahim Saad Abdel Galil, Dafallah Sultan Farah, Angelo Hussein und Mohamed Musa Gadou
Vorläufe: in Lauf 2 (Rang 8) mit 3:14,5 min nicht für das Halbfinale qualifiziert

Marathon
- Shag Musa Medani
Finale: Wettkampf nicht beendet